# Vismut
Vismut är ett silvervitt metalliskt grundämne, som används i lättsmälta legeringar. Det kemiska tecknet  är Bi efter latinets bisemutum, som i sin tur kommer från tyskans Wismuth. Detta kan i sin tur ha kommit från weiße Masse, "vit massa". Vismut(III)oxid, Bi2O3, är den form av grundämnet som är viktigast inom industrin.

## Historia
Vismut var känt redan under medeltiden, men man kände inte till att det rörde sig om en egen metall, och bly, tenn och vismut antogs vara varianter av samma metall. Alkemisterna antog att bly gradvis kunde omvandlas till silver och att det rörde sig om olika steg i den utvecklingen, vismut som den variant som stod närmast en omvandling till silver. Georgius Agricola beskrev vismut under namnet bisementum som en egen metall. Det var dock först Caspar Neumann som i början av 1700-talet entydigt kunde visa att det handlade om en särskild metall.

## Egenskaper
Vismut är en ganska tung, glänsande metall. Vismut är ovanligt ogiftigt om man jämför med många andra tunga metaller. Vismut är en av de få metaller som kan förekomma i naturen i ren form. Den har en mycket hög diamagnetism, men för att vara en metall leder den elektricitet och värme mycket dåligt.
Förutom den i naturen förekommande isotopen Bi-209 känner man 18 konstgjorda isotoper av ämnet.

## Irisering

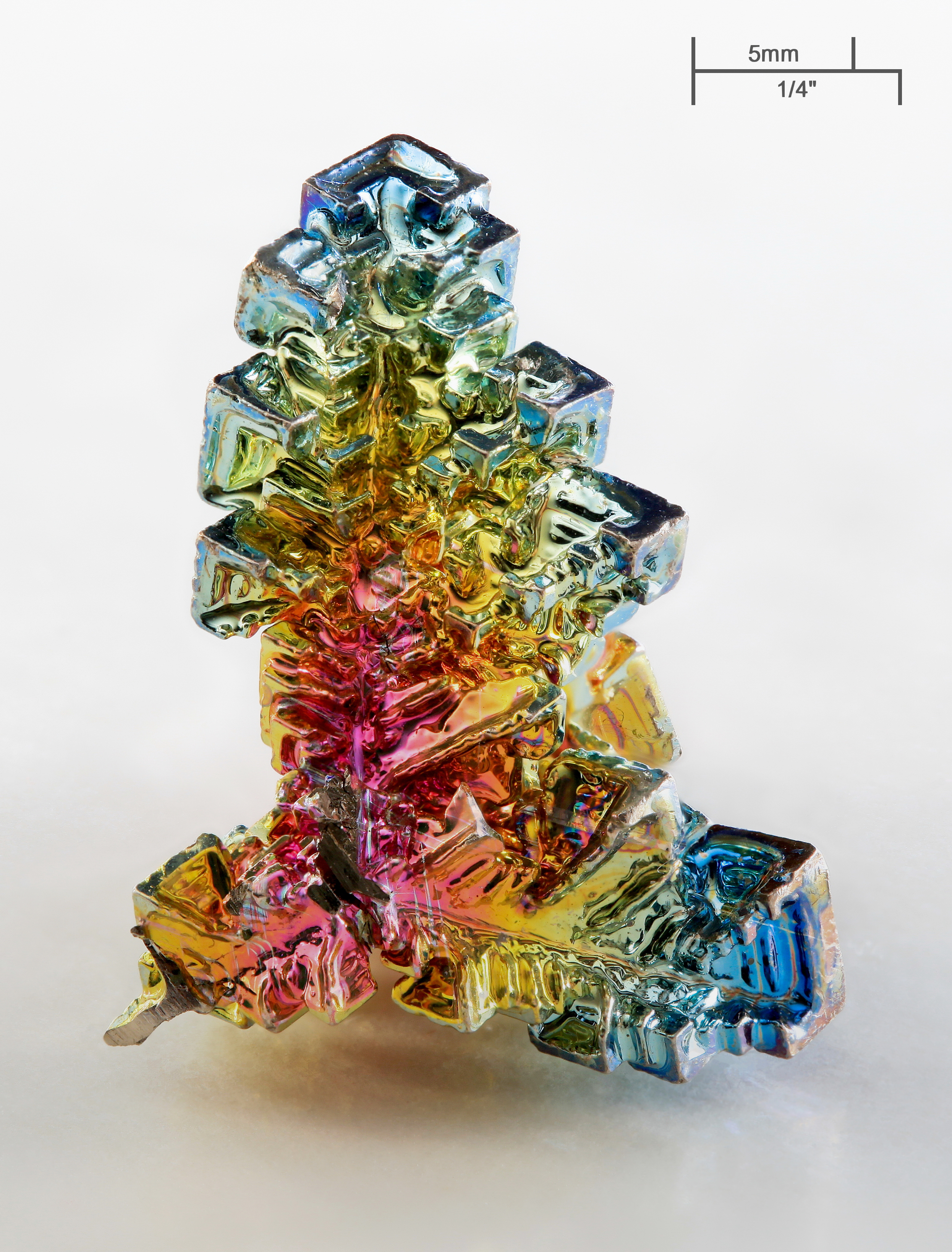
Vismut som syntetisk kristall. Ytan är ett mycket tunt skimrande skikt av vismutoxid.

I ren vismut bildar vismutatomerna kristaller.
Vid kontakt med syre kan vismut oxidera (reagera med syret), och därmed bilda den kemiska föreningen vismut(III)oxid.
Oxiderade vismutkristaller kan få en beläggning på ytan som består av ett tunt skikt av vismutoxid, vars färger framträder och skiftar om betraktningsvinkeln ändras. Detta fenomen kallas irisering.

## Förekomst
Vismut är ungefär dubbelt så vanligt som guld i jordskorpan. Förutom i gedigen form förekommer metallen i mineral som vismutglans, Bi2S3, vismutocker, Bi2O3 ⋅ 3H2O och vismutspat, Bi2O3 ⋅ CO2 ⋅ 3H2O. De största fyndigheterna finns i Peru, Mexiko, Bolivia, Kina och Australien.
Det framställs oftast som en biprodukt vid framställning av bly. Kina är världens största producent av vismut.

## Användningsområden
- I legeringar med låg smältpunkt.
- Som skydd mot joniserande strålning.
- Det används ibland i hagelkulor som ersättare till bly eftersom det är mindre giftigt.
- Peltierelement, elektrodynamiska värmepumpar
- Ersättare inom andra användningsområden där bly används men inte är lämpligt på grund av sin giftighet.
- Vismutoxidklorid används ofta inom kosmetika.
- Högtemperatursupraledande magneter